# Minitel

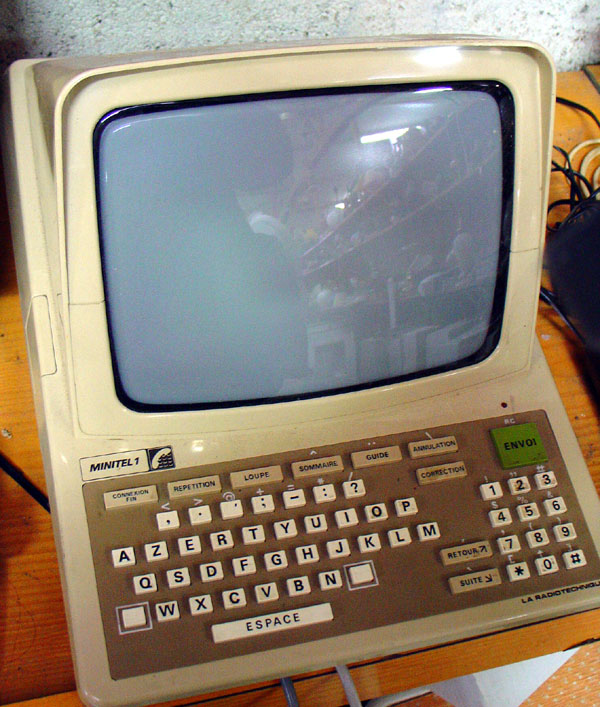
Minitel 1. Fabricat el 1982

 Minitel  va ser un servei de videotex accessible a través del telèfon. És considerat un dels més reeixits predecessors de la World Wide Web. Va ser desenvolupat el 1978 i llançat comercialment a França l'any 1982 per la companyia PTT (avui dividida en dues: La Poste i France Télécom). Des dels seus primers dies, els usuaris podien realitzar compres en línia, reserves de tren, buscar productes, rebre correu electrònic i xatejar d'una manera semblant a la que després va ser possible gràcies a Internet. Va arribar a tenir milions d'usuaris a la dècada de 1990 però el nombre d'usuaris i de serveis disponibles va anar decreixent ràpidament, i al juliol de 2011 l'empresa France Telecom va anunciar el tancament del servei en data 30 de juny de 2012.

## Model de negoci

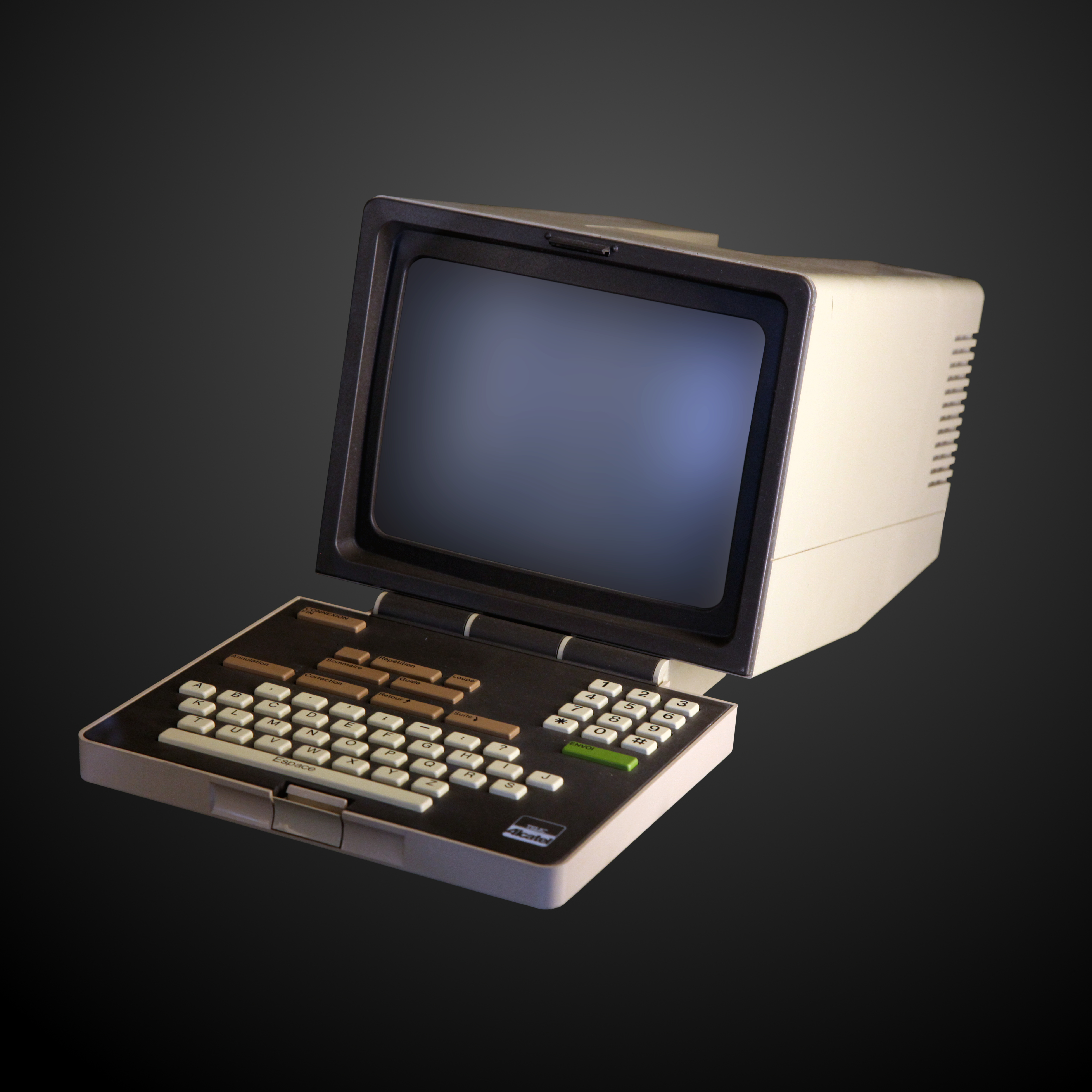
Minitel de 1985

Durant la dècada de 1980, PTT va distribuir gratuïtament diversos milions de terminals no intel·ligents als subscriptors de telèfon de PTT, substituint el llistí telefònic, aconseguint una alta penetració en el mercat entre les empreses i el públic en general. A canvi de la terminal, als clients no se'ls lliuraven les "pàgines blanques" (guia telefònica d'empreses) sinó només les pàgines grogues (llistats comercials amb anuncis), ja que les pàgines blanques eren accessibles gratuïtament a través del Minitel mitjançant un cercador raonablement intel·ligent.
France Télécom estima que gairebé 9 milions de terminals, incloent la interfície web, habilitada per ordinadors personals (Windows, Mac OS i Linux), tenien accés a la xarxa a finals de 1999, i que va ser utilitzada per 25 milions de persones (d'una població total de 60 milions de francesos).
El Minitel permetia l'accés a serveis com:
- Guia telefònica.
- Compra/venda al detall.
- Compra de bitllets de tren i avió.
- Serveis d'informació de companyies.
- Bases de dades.
- Fòrums.
- Missatgeria.

El desenvolupament de Minitel va donar lloc a la creació de moltes empreses d'una manera similar a la bombolla de les empreses relacionades amb Internet. De la mateixa manera, moltes d'aquestes petites empreses van fracassar a causa de la saturació del mercat i a males pràctiques de negoci. Les missatgeries roses (serveis de xat per a adults) i altres llocs de contingut pornogràfic també van ser criticats pel seu possible ús per menors d'edat. El govern francès va optar per no adoptar mesures coercitives, però indicant que la regulació de les activitats en línia dels menors és responsabilitat dels seus pares, no del govern. No obstant això, el govern sí que va promulgar un impost als serveis pornogràfics en línia.

## Finançament
Es cobrava per temps navegat i els costos depenien dels llocs visitats. Les formes de pagament del servei eren mitjançant targeta de crèdit o mitjançant la factura de telèfon.
France Télécom cobrava als usuaris de Minitel fins a 1 € per minut a la seva factura telefònica mensual, tot i que les tarifes depenien de la destinació visitada i la majoria eren molt més barats. Part de la recaptació era lliurada a les empreses que operaven els servidors Minitel/Teletel.
A finals de 1990 es produïen 100 milions de connexions mensuals i 150 milions de consultes de la guia en línia. Minitel va generar 832.000.000 € d'ingressos l'any 1988.
L'any 2005 es van produir encara 351 milions de trucades i 18.510.000 hores de connexió, que van generar 206.000.000 € en ingressos, dels quals 145 milions van ser redistribuïts a uns 2.000 proveïdors de serveis (aquests estaven disminuint al voltant del 30% cada any).
L'11 de febrer de 2009, France Télécom i Pages Jaunes anunciaren que cancel·laven els plans per acabar amb el servei Minitel. El seu servei d'assistència de directori segueix sent visitada un milió de vegades al mes.

## Tecnologia
Un Minitel és un terminal passiu que consisteix en una pantalla que mostra text, un teclat i un mòdem. Es poden visualitzar gràfics senzills utilitzant un conjunt predefinit de caràcters. També existeixen impressores específiques al mercat.
Quan es connecta, el mòdem integrat Minitel general marca un número de connexió PAVI (Point d'Accès de VIdéotexte, "punt d'accés de videotex"). El PAVI transmet la informació en els servidors de la companyia o l'administració requerida, usant la xarxa Transpac.
Tècnicament, Minitel fa referència als terminals, mentre que la xarxa es coneix com a Teletel.

## Minitel i Internet
Minitel i Teletel són considerats com un antecedent europeu d'Internet. Però també s'ha considerat un obstacle per al desplegament d'Internet a França, ja que ja proporcionava un accés en línia segur i fàcil per a molts serveis sense necessitat d'un ordinador personal. De fet, tenia els seus avantatges respecte a Internet: no requeria la subscripció a un servei extra (feia servir la línia telefònica) ni la compra ni el manteniment d'un ordinador personal. També tenia menys problemes de seguretat pel que fa als pagaments amb targeta de crèdit, la informació personal o els virus informàtics. A més, pel fet que Minitel seguia normes molt rígides, hi havia pocs problemes de compatibilitat. La poca versatilitat del sistema i el seu control per part d'un monopoli telefònic com el de PTT són probablement les raons de la seva menor implantació en comparació amb Internet.
D'altra banda, també s'ha dit que, gràcies als terminals Minitel, els francesos estaven ja acostumats a fer transaccions en línia quan es va popularitzar Internet, facilitant la seva implantació a França.
El 1986, els estudiants universitaris francesos van coordinar una aturada nacional a través de Minitel: constitueix un ús polític primerenc de la telecomunicació digital participativa.

## Minitel en altres països
Minitel es va implantar en diferents graus en altres països incloent Bèlgica, Canadà, Alemanya, Irlanda, Itàlia, els Països Baixos, Sud-àfrica, Suècia, Regne Unit i Estats Units.